# إليزابيث ديبوي
إليزابيث ديبوي هي منظّرة في مجال الإعاقة وأستاذة دراسات الإعاقة متعددة التخصصات والعمل الاجتماعي وعضو هيئة تدريس متعاون في الهندسة الميكانيكية في جامعة ماين وزميلة بحثية أولى أيضًا في كلية أونو الأكاديمية ومعهد أبحاث الصحة والمهن الطبية في كريات أونو.
اشتهرت بأعمالها في أساليب الاستقصاء ونظرية الشرعية ونظرية الانفصال. بالتعاون مع ستيفن جيلسون قامت ديبوي بتطوير نظرية الشرعية التفسيرية. فهم يحللون كيفية توزيع عضوية المجموعة السكانية وكيف يحدث ذلك على أساس الغرض السياسي وكيف يرد عليها باستجابات رسمية تعمل بأسلوب متعمد وغير متعمد على إدامة الفصل العنصري والوضع الاقتصادي الراهن والتوتر بين المجموعات. تفسر نظرية الانفصال الإعاقة باعتبارها فشلاً في أداء المهمة بناءً على "عدم التوافق" التفاعلي بين الأجسام (بالمعنى الواسع) والبيئات (بالمعنى الواسع). يبدأ الأمر دائمًا بمهمة لا يمكن القيام بها، ومن ثم يتحول تركيز الإعاقة من الجسم أو البيئة المعادية إلى الفشل في القيام بمهمة مرغوبة أو مطلوبة. بهذه الطريقة يزال الثنائية المعاق-غير المعاق. استنادًا إلى نظرية الانفصال وكتابهما الصادر عام 2014 ويعمل ديبوي وجيلسون الآن على تطوير معدات التنقل غير الوصمية. كان أحد ابتكاراتهم الأفاري جزءًا من معرض آكسس+أبليتي في متحف سميثسونيان كوبر هيويت للتصميم  ومؤخرًا وسعت ديبوي عملها للنظر في الإعاقة والاختلاف بوجه عام كوظيفة للتحول إلى كائنات دون بشرية. يقترح كتابها الصادر عام 2022 والذي شاركت في تأليفه مع ستيفن جيلسون مفهوم معرفة الإنسانية وهي رؤية مستقبلية للتنوع الذي ينتمي إلى الجميع حيث يكشف عن الجوهرية باعتبارها متوترة وعلى هذا يقضى عليها.

## سيرتها
وُلِدت ديبوي في عام 1950 ونشأت في نيويورك. حصلت على درجة البكالوريوس في عام 1972 من جامعة ولاية نيويورك في بوفالو والدكتوراه في عام 1988 من جامعة بنسلفانيا. لقد قامت بالتدريس في التعليم العالي منذ ذلك الحين في العديد من الجامعات في جميع أنحاء الولايات المتحدة
وهي أحد مديري شركة ابتكارات أستوس وهي مؤسسة غير ربحية مكرسة لتحسين المساواة في الوصول إلى موارد المجتمع في البيئات المحلية والوطنية والعالمية.
في كتابها الأول عن نظرية الإعاقة إعادة التفكير في الإعاقة (2004 بالاشتراك مع المؤلف المشارك ستيفن جيلسون) ناقشت الطبيعة الجوهرية لفئات التنوع الحالية مع التركيز بوجه خاص على الإعاقة موضحة أساس القيمة والغرض السياسي والاقتصادي لتعيين "فئة الإعاقة" والاستجابة الاجتماعية والمهنية والمجتمعية. تشمل أعمالها اللاحقة التي شاركت في تأليفها أيضًا مع جيلسون التجربة الإنسانية (2007) وتطبيق نظرية الشرعية لفهم نظريات الوصف والتفسير البشري واستخدامها السياسي الهادف في عوالم "المساعدة المهنية" والهندسية المتنوعة.
وبناءً على العمل السابق تقوم هي وجيلسون بتطبيق نظرية التصميم وممارساته على تحليل فئات التنوع وأعضائها وصيانتها. وتزعم أن الأساليب الحالية لفهم التنوع والاستجابة له هي سرديات عظيمة تعمل على تعزيز السوق والاقتصاد المهني في حين تعمل على إدامة الاختلاف والصراع بين المجموعات وتقوض العدالة الاجتماعية وتحد من تكافؤ الفرص. وفي الوقت الحالي قامت هي وجيلسون بتطوير عملهما بناء على تحليل الإعاقة من خلال عدسة إزالة الطابع الإنساني. يشكل هذا التحليل الأساس لإعادة اختراع الإعاقة والتنوع بطريقة غير جوهرية ضمن إطار أخلاقي عملي.

## الكتب
- ديبوي، إي. وجيلسون، إس إف (2022) النظريات الناشئة في الإعاقة والإنسانية. لندن: النشيد.
- DePoy, E. & Gitlin, L. (2020) مقدمة للبحث 6 إد. سانت لويس، ميزوري، إلسفير
- ديبوي، إي. وجيلسون، إس إف (2017) البحث والتقييم في العمل الاجتماعي . ثاوزند أوكس، كاليفورنيا، سيج.
- ديبوي، إي، وجيلسون، إس إف (2014). العلامات التجارية وتصميم الإعاقة . لندن، روتليدج.
- ديبوي، إي، وجيلسون، سان فرانسيسكو (2012). نظرية السلوك الإنساني وتطبيقاته: نهج التفكير النقدي . ثاوزند أوكس، كاليفورنيا: منشورات سيج.
- ديبوي، إي. وجيتلين، إل (2011). مقدمة للبحث: استراتيجيات متعددة للصحة والخدمات الإنسانية الطبعة الرابعة. سانت لويس، ميزوري: موسبي.
- ديبوي، إي. وجيلسون، إس إف (2011). دراسة الإعاقة: نظريات واستجابات متعددة . ثاوزند أوكس، سيج
- ديبوي، إي. وجيلسون إس. (2008). ممارسة التقييم: كيفية إجراء أبحاث تقييمية جيدة في بيئات العمل . نيويورك: روتليدج.
- ديبوي، إي. وجيلسون إس. (2007). التجربة الإنسانية: الوصف والتفسير والحكم . لانهام، ماريلاند: رومان وليتل فيلد.
- ديبوي، إي. وجيتلين، إل. (2005). مقدمة للبحث: استراتيجيات متعددة للصحة والخدمات الإنسانية الطبعة الثالثة. سانت لويس، ميزوري: موسبي.
- ديبوي، إي. وجيلسون إس إف (2004). إعادة التفكير في الإعاقة: مبادئ التغيير المهني والاجتماعي . باسيفيك جروف، كاليفورنيا: بروكس كول.
- ديبوي، إي. وجيلسون إس. (2003) ممارسة التقييم . نيويورك، نيويورك، تايلور وفرانسيس.

## الجوائز
- أستاذية أمين جامعة مين، 2013-2014
- جائزة الإنجاز المتميز مدى الحياة، الجمعية الأمريكية للصحة العامة أكتوبر 2008.
- جائزة آلان مايرز للمنح الدراسية في مجال الإعاقة، الجمعية الأمريكية للصحة العامة سبتمبر 2005
- منحة فولبرايت التخصصية الأولى، مُنحت لجامعة أسيوط، أسيوط، مصر، مارس 2003
- جائزة المنح الدراسية النسوية - مجلس تعليم العمل الاجتماعي، مارس 2000.

## روابط خارجية
- القائمة الكاملة لمنشورات ديبوي والسيرة الذاتية